# Гараж (фильм, 1998)
«Гараж» — американская комедийная драма с участием Джона Туртурро.

## Сюжет
После того, как учительницу Рэйчел (Лили Тейлор) обманули, «содрав» с неё огромную сумму в 475 долларов за ремонт машины, она объединяется с чудаковатым типом Джонни Канделлано (Джон Туртурро), который робеет при общении с женщинами, и таким же странноватым неудачником Шоном (Уилл Пэттон), который не расстается с маленькими ящерицами, чтобы отомстить беспощадному владельцу гаража жулику Яннику (Олек Крупа) и вернуть деньги.

## В ролях
| Актёр       | Роль |
| ----------- | ---- |
| Дэвид Зейес | Омар |